# Ludwik Karol Orleański
Ludwik Karol Orleański (fr. Louis Charles Alphonse Leodégard d’Orléans, ur. 17 października 1779 w Paryżu, zm. 30 maja 1808 na Malcie) – hrabia de Beaujolais. Był najmłodszym synem Ludwika Filipa II, księcia Orleanu, i jego żony Ludwiki Marii.
Jego starszym bratem był Ludwik Filip, późniejszy król Francuzów jako Ludwik Filip I. Jego starszą siostrą była Adelajda Orleańska. Ludwik Karol miał nieślubne dziecko z Anną Moscati (1792–1853), nieślubną córką senatora Alexandre Moscati i Donny Marii Teresy Testaferrata. Była to córka:
- Teresa Gauci-Beaujolais, de iure baronowa di Frigenuini (1808–1874). W 1838 poślubiła Andrea dei Baroni Abela i para ta miała potomstwo.

Ludwik Karol adoptował również dziecko, które w przyszłości zostało hrabiną of Charleville of Ireland - żoną drugiego earla Charleville.
W kwietniu 1793 Ludwik Karol razem ze swoim ojcem zostali aresztowani i uwięzieni w marsylskim Fort-Saint-Jean - podczas uwięzienia zachorował na gruźlicę. Jego ojciec został zgilotynowany w listopadzie 1793, a Ludwik Karol pozostał w więzieniu do sierpnia 1796. wtedy Dyrektoriat zadecydował o wygnaniu Ludwika Karola i jego brata Antoniego do Filadelfii. Francuski Chargé d’affaires w Filadelfii przyznał braciom roczną pensję w wysokości 15,000 franków. W lutym 1797 do braci dołączył ich starszy brat – Ludwik Filip, i wszyscy trzej udali się do Nowego Jorku i Bostonu, a następnie dalej na granicę stanu Maine.
We wrześniu 1797 Ludwik Karol i jego bracia dowiedzieli się o wygnaniu ich matki do Hiszpanii i postanowili powrócić do Europy. Pojechali do Nowego Orleanu skąd chcieli popłynąć na Kubę i dalej do Hiszpanii, ale w Zatoce Meksykańskiej zostali zatrzymani przez statek brytyjski. Brytyjczycy zabrali braci do Hawany i ci spędzili tam cały rok zanim niespodziewanie nie wydalono ich na hiszpańskie terytoria. Bracia popłynęli w kierunku Nowej Szkocji, ostatecznie powrócili do Nowego Jorku, a w styczniu 1800 przybyli do Wielkiej Brytanii. Zamieszkali w Twickenham, pod Londynem.

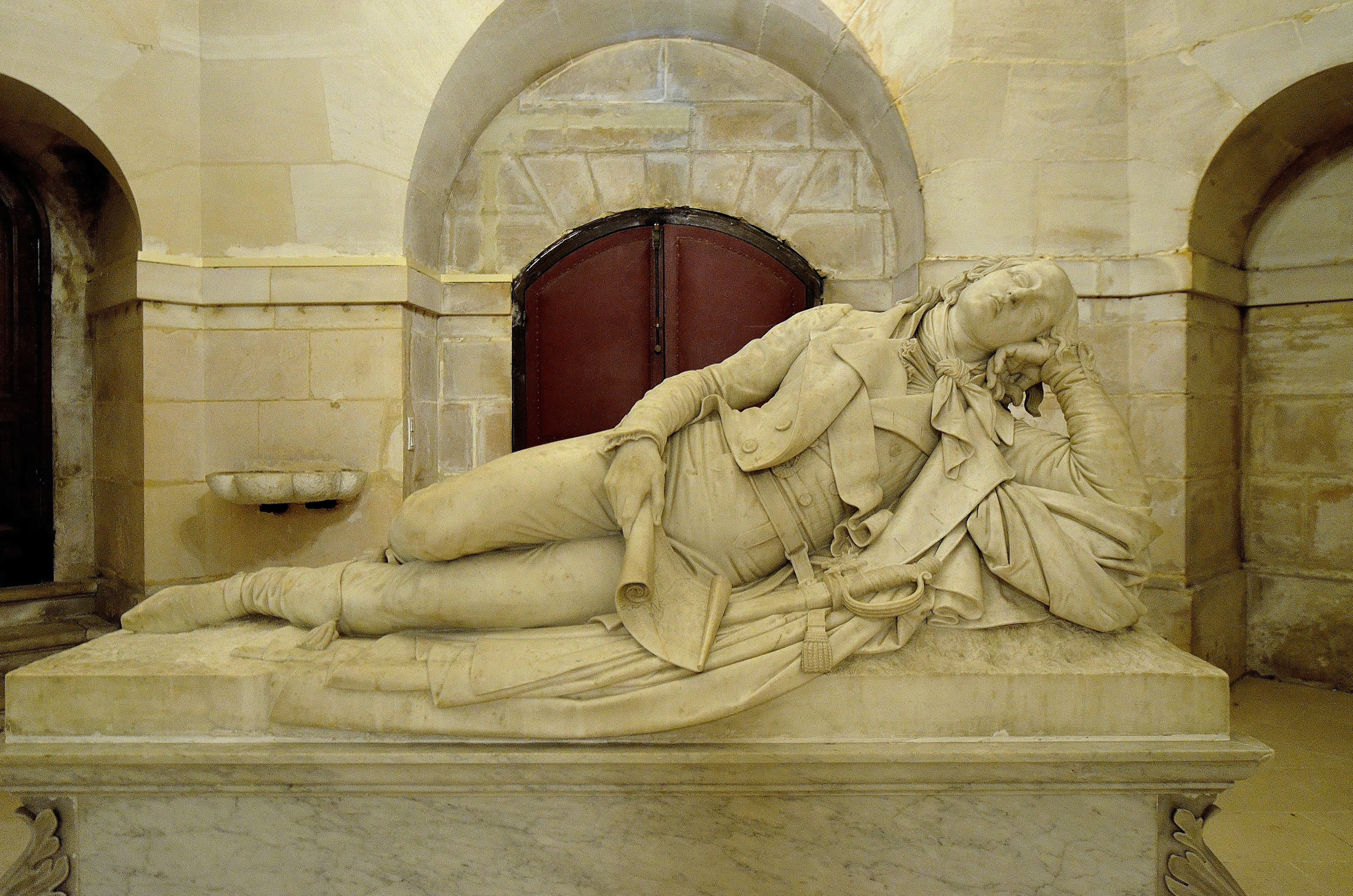
pomnik nagrobny w Konkatedrze św. Jana w Valletcie

We wrześniu 1804 Ludwik Karol wstąpił do Marynarki Królewskiej, ale jego słabe zdrowie nie pozwoliło mu na robienie kariery w wojsku. W październiku, on i jego bracia, udali się na wybrzeże francuskie, w Boulogne zostali ostrzelani przez baterie francuskie, ale udało im się uciec. W 1808 Ludwik Filip towarzyszył Ludwikowi Karolowi w podróży na Gibraltar, Sycylię i Maltę. W czasie nocy poprzedzającej przybycie na Maltę, Ludwik Karol silnie zaniemógł – jego pogrzeb odbył się 3 czerwca. Dziesięć lat później, 10 kwietnia 1818, został pochowany w Konkatedrze św. Jana w Valletcie (stolicy Malty). W 1843 król Ludwik Filip I zafundował zmarłemu, ukochanemu bratu marmurowy monument w konkatedrze św. Jana. Zaprojektował go James Pradier, a jego replika znajduje się w kaplicy królewskiej w Dreux.

## Wywód przodków
| 4. Ludwik Filip I Orleański           |  |                              |  |  |                           |
|                                       |  | 2. Ludwik Filip II Orleański |  |  |                           |
| 5. Ludwika Henrietta de Bourbon-Conti |  |                              |  |  |                           |
|                                       |  |                              |  |  | 1. Ludwik Karol Orleański |
| 6. Ludwik de Bourbon                  |  |                              |  |  |                           |
|                                       |  | 3. Ludwika Maria de Bourbon  |  |  |                           |
| 7. Maria Teresa d’Este                |  |                              |  |  |                           |
|                                       |  |                              |  |  |                           |